# Trabalho infantil no Brasil

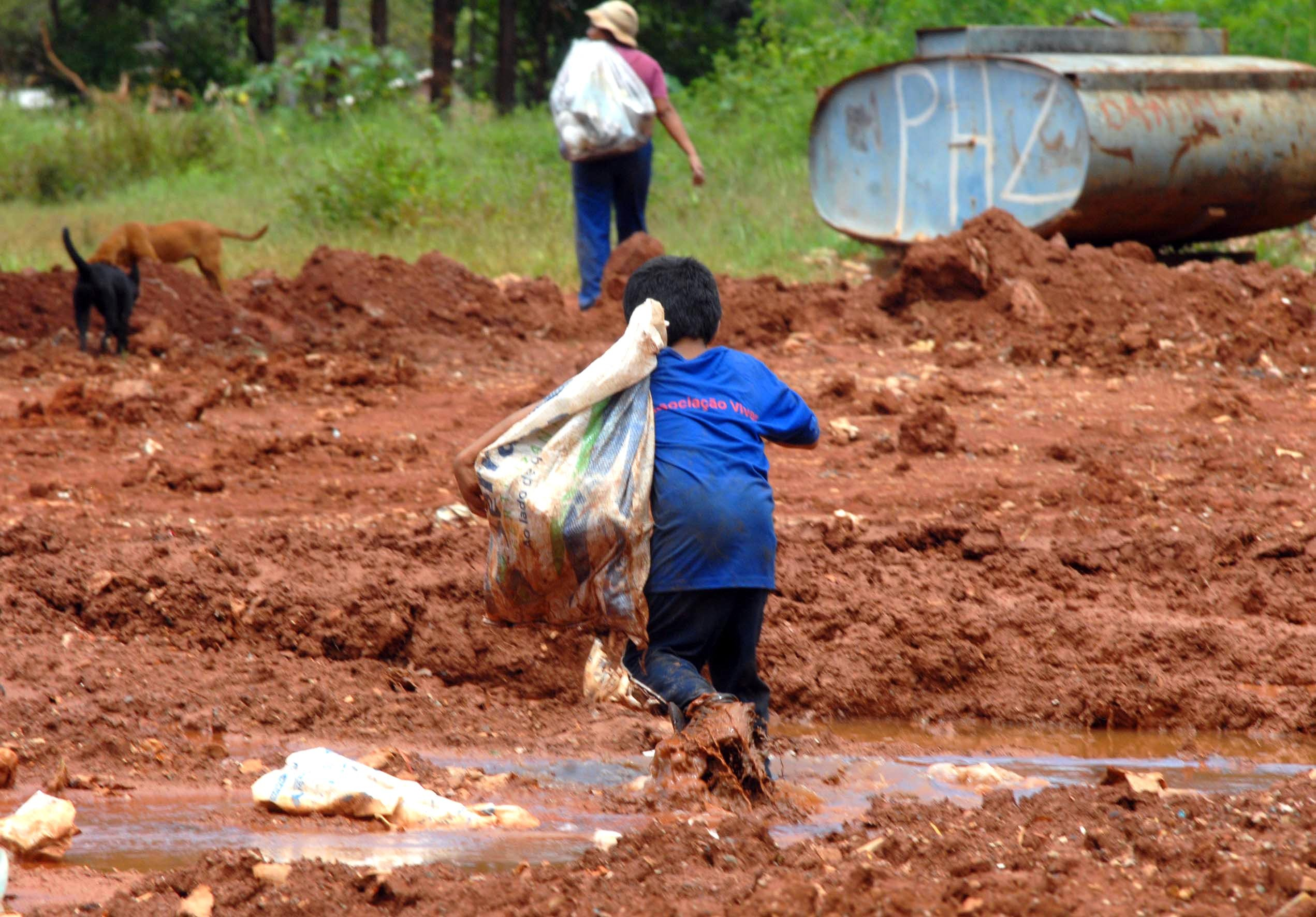
Criança saindo de lixão após coleta de recicláveis
(foto: Marcello Casal Jr./Agência Brasil).

O trabalho infantil no Brasil é um dos problemas sociais existentes no país em questão. Mais de 2,7 milhões de jovens entre 5 e 17 anos de idade trabalham no país, sendo 79 mil crianças de 5 a 9 anos, segundo dados do Instituto Brasileiro de Geografia e Estatística (IBGE) referentes a 2015, apesar da lei estabelecer 16 anos como a idade mínima para o ingresso no mercado de trabalho e 14 para trabalhar na condição de aprendiz.
Cerca de 30% da mão de obra infantil está concentrada no setor agrícola e 60% concentrada nas regiões Norte e Nordeste, em um perfil que abrange 65% de crianças negras e 70% de meninos. Segundo a Organização Internacional do Trabalho (OIT), a pobreza é uma das principais causas do trabalho infantil no mundo, e no Brasil não é diferente. Crianças são forçadas a trabalhar a fim de ajudar na geração de renda familiar, deixando de lado os estudos e vida social.
Desde a promulgação da Constituição de 1988, a qual proíbe o trabalho infantil, o governo brasileiro intensificou o combate a essa forma de exploração, aderindo a convenções internacionais sobre o assunto. Houve a criação de órgãos, alteração de leis, investimentos em programas de geração de renda às famílias e incentivos aos estudantes, de modo que as crianças não fossem colocadas para ajudar no sustento da família desde cedo e dessem prioridade aos estudos. O número de jovens trabalhando passou de cerca de 8 milhões em 1992 para 5 milhões em 2003.
Apesar dos investimentos, o momento de inércia ainda não foi vencido e, se o trabalho que está sendo feito for suspenso agora, vai ser como se nada tivesse acontecido. O Brasil concentra um quarto das crianças que trabalham na América Latina e na comparação entre 2014 e 2015 foi registrado um aumento de 13% no número de menores de 10 anos de idade nessa situação. Durante o ano de 2016 foram registradas 1 238 denúncias de casos de exploração infantil ao Ministério Público do Trabalho.
Em 2024, o Brasil registrou a menor taxa de trabalho infantil desde 2016, com 1,6 milhão de crianças e adolescentes de 5 a 17 anos ainda envolvidos em atividades laborais. Isso representa 4,2% dessa faixa etária no país. Embora tenha havido uma redução, a situação continua crítica, especialmente entre os mais vulneráveis. Dentre as atividades mais comuns estão as consideradas entre as piores formas de trabalho. A desigualdade regional é evidente, com o Nordeste e o Norte apresentando os maiores índices de trabalho infantil.  

## Legislação
- Trabalho infantil - Reduzir a criança ou adolescente à condição de escravo, por meio de trabalhos forçados, jornada exaustiva ou condições degradantes de trabalho (artigo 149 do Código Penal),[6] com a agravante de se tratar de criança ou adolescente (§ 2º, item I). A agravante foi introduzida pela lei 10.803, de 11/12/2003[7] e aumenta a pena em uma metade;

- Maus-tratos (artigo 136 do Código Penal),[8] crime aplicável a menores – Expor a perigo a vida ou a saúde de criança ou adolescente, sob sua autoridade, guarda ou vigilância, sujeitando-a a trabalho excessivo ou inadequado. Se a pessoa for menor de 14 anos, há ainda a agravante do § 3º, introduzida pelo ECA (lei 8.069/90),[9] que aumenta a pena em mais um terço.

- Exploração da prostituição de menores – A exploração da prostituição infantil, considerada pela OIT como uma das piores formas de trabalho infantil, é crime previsto no artigo 244-A[10] do Estatuto da Criança e do Adolescente.

- Pornografia de menores - Crime previsto nos artigos 240 e 241 do ECA.[11]

- Venda ou tráfico de menores - Constitui crime previsto no artigo 239 do ECA.
  - "Reduzir o trabalhador à condição de escravo, por meio de trabalhos forçados, jornada exaustiva ou condições degradantes de trabalho (artigo 147 do Código Penal),[6] com a agravante de se tratar de criança ou adolescente (§ 2º, item I)." A agravante foi introduzida pela lei 10.803, de 11/12/2003[7] e aumenta a pena em uma metade.